# Litoria revelata
Litoria revelata är en groddjursart som beskrevs av Ingram, Corben och William Hosmer 1982. Litoria revelata ingår i släktet Litoria och familjen lövgrodor. IUCN kategoriserar arten globalt som livskraftig. Inga underarter finns listade i Catalogue of Life.